# 12,7×108mm
12.7×108mm là loại đạn cỡ 12.7 mm dành cho súng máy hạng nặng và súng bắn tỉa công phá sử dụng bởi  Liên Xô và các nước thuộc khối Warsaw , bao gồm cả Nga, Trung Quốc, Iran, Bắc Triều Tiên, và cá quốc gia khác. Nó được phát minh vào năm 1934 nhằm tạo ra một cỡ đạn giống với mẫu đạn chống tăng của người Đức 13.2mm TuF và cỡ đạn .50 BMG (12.7×99mm NATO) của người Mỹ . 
Nó được sử dụng với vai trò giống cỡ đạn của NATO là .50 BMG (12.7×99mm NATO). Hai mẫu đạn khác nhau về hình dáng đầu đạn và khối lượng, và vỏ của 12.7 × 108 mm dài hơn một chút và có dung tích lớn hơn giúp nó có thể chứa được nhiều thuốc súng hơn. 12.7 × 108 mm có thể dùng để chống lại nhiều loại mục tiêu trên chiến trường như phương tiện bóc thép hạng nhẹ và các mục tiêu dễ tổn thương như trên các phương tiện bọc thép hạng nặng như xe tăng. Nó cũng có thể kích cháy cho xăng và dầu diesel.

## Kích thước
Đạn 12,7 × 108 mm có dung tích vỏ là 22,72 ml (350 grain H₂O)..
Kích cỡ đạn 12.7 × 108 mm  Mọi kích thước ở đơn vị (mm).
Theo cách định nghĩa của Hoa Kỳ, góc vai vỏ đạn (α/2) ≈ 18,16°.
Theo quy chuẩn, vỏ đạn 12,7 × 108 mm chịu được áp suất piezo tối đa 360 MPa (52.213 psi). Ở các quốc gia áp dụng tiêu chuẩn C.I.P., mọi mẫu súng – đạn đều phải được thử bắn kiểm định  ở mức 125% áp suất tối đa này để được chứng nhận bán ra thị trường dân dụng.

## Các loại đạn

### Các loại đạn của Liên Xô và Nga
Б-30 (B-30)
Phiên bản đầu tiên năm 1930: Đạn xuyên giáp (бронебойная) nặng 49 g (1,7 oz), dài 64 mm (2,5 in), lõi thép tôi cứng. Được thay thế bởi B-32.
БЗТ (BZT)
Mẫu đạn xuyên cháy vạch đường trước Thế chiến 2. Được thay thế bởi BZT-44.
Б-32 (B-32) (mã GRAU 57-BZ-542, 7-BZ-2)
Đạn xuyên cháy lõi thép. Là loại đạn phổ biến nhất.  Có sức xuyên 20 mm (0,79 in) thép cứng tiêu chuẩn NATO ở khoảng cách 500 m (1.600 ft) ở góc 0° khi bắn từ DShKM. Có thể xuyên 20 mm (0,79 in) thép 2P từ khoảng cách 100 m (330 ft) ở góc 0° khi bắn từ NSV. Lần đầu sản xuất vào năm 1936.
БС-41 (BS-41)
Đạn xuyên cháy nặng 55,4 g (1,95 oz) và dài 51 mm (2,0 in) với lõi cemented carbide (Re8 WC-Co). Sản xuất với số lượng nhỏ vào Thế chiến 2.
БЗТ-44 (BZT-44) (GRAU# 57-BZT-542)
Đạn xuyên cháy vạch đường thường được dùng với đạn B-32.
БЗФ-46 (BZF-46)
Đạn xuyên cháy với phosphor trắng. Thường dùng trên máy bay.
БС (BS) (GRAU# 7-BZ-1)
Đạn xuyên cháy (API) với lõi hợp kim cacbua xi măng (VK8 WC-Co, thường gọi là 'cermet' trong tiếng Nga), được phát triển năm 1972. Đặc tính đạn đạo tương tự loại B-32.
МДЗ / MDZ (GRAU# 7-3-2)
Đạn cháy tác dụng tức thời. Được sử dụng xen kẽ trong dây tiếp đạn cùng đạn B-32 và BZT-44(M).
12,7 1СЛ (12.7 1SL) (GRAU# 9-A-4012)
12,7 1СЛТ (12.7 1SLT) (GRAU# 9-A-4427)
Đạn kép chứa hai đầu đạn, có cả phiên bản thường và phiên bản vạch đường. Được phát triển năm 1985 để trực thăng sử dụng chống mục tiêu mềm.
12,7СН (12.7SN) (GRAU# 7N34)
Đạn bắn tỉa (FMJ; AP) với đầu đạn nặng 59,2 g (2,09 oz), vận tốc khoảng 800 m/s (2.600 ft/s). Đầu đạn gồm chóp thép dụng cụ tôi cứng và thân chì, có khả năng tiêu diệt phương tiện bọc giáp nhẹ ở cự ly 1.500 m (4.900 ft) và xuyên 10 mm (0,39 in) giáp đồng chất cán (RHA) ở 800 m. (2.600 ft)Bắt đầu sản xuất từ những năm 2000.